# John Archibald Venn
John Archibald Venn CMG (10 de novembro de 1883 — 15 de março de 1958), filho de John Venn, foi um economista britânico.
Foi presidente do Queens' College (Cambridge), de 1932 até morrer, e vice-chanceler de 1941 a 1943, e autor juntamente com seu pai do Alumni Cantabrigienses.